# Glenea carreti
Glenea carreti là một loài bọ cánh cứng trong họ Cerambycidae.